# 934 a.C.
Il 934 a.C. (CMXXXIV a.C. in numeri romani) è un anno  del X secolo a.C.

## Eventi
- Ashur-dan II è sovrano di Assiria.